# Three Song Sampler
Three Song Sampler – EPka zespołu Cake wydana w roku 1995 za pośrednictwem Capricorn Records.

## Spis utworów
1. "Ruby Sees All" – 3:00
2. "Jolene" – 5:19
3. "Shut the Fuck Up" – 3:58